# 쭉럼선원
쭉럼 선원(Thiền Viện Trúc Lâm, 禪院竹林)은 베트남 럼동성 달랏시 3방의 휴양지 외곽 봉황산(鳳凰山)에 위치해 있는 선종 불교 사원이다. 달랏시 3방 프엉호앙산에 위치해 있다.

## 개요
쭉럼선원은 달랏 도심에서 5km 떨어진 외곽에 위치해 있다. 달랏 시내 중심가의 호아빈 지구에서 이 사원은 시내 중심에서 프렌 고개 방면으로 향하는 분기점에 있으며, 사원은 뚜옌럼 호수 근처의 프엉호앙산(Phượng Hoàng, 鳳凰山)에 위치해 있다.
언덕을 따라 사원으로 가는 길을 따라 종탑은 멀리서도 잘 보인다. 탑의 기와 지붕도 눈에 띄는데, 탑을 둘러싸고 있는 소나무 숲과는 대조적이다. 사원의 입구는 다소 고립되어 있다. 그래서 61계단이나 등반으로 신전으로 바로 들어가는 입구가 있거나, 그 사람은 뚜옌럼 호수를 바로 지나 222계단을 올라가 신전 앞마당으로 들어갈 수 있다.
사원은 24만m2에 달하는 토지에 위치해 있다. 24만m2 중에서 건물이 차지하는 2만m2가 있으며, 국내 지역과 공공 지역 두 지역으로 나뉜다. 국내 지역은 일반에 출입이 금지되어 있다. 국내 지역에는 승려와 비구들이 각각 묵을 수 있는 2개의 숙소가 있다. 각 국내 구역에는 교단과 명상관, 부엌, 식당, 헛간 등 2개의 회의실이 있다. 현재 경내에는 종교 생활을 하는 약 50명의 승려와 50명의 비구니가 있다.
공공 구역은 사원부지의 넓은 고원 지대에 있으며 해발 약 1300m에 벤웃산과 넓은 뚜옌럼 호수가 내려다보인다. 공관은 응오비엣투와 응우옌띤의 건축 설계로 착공된 건물로, 1994년 3월 13일에 개관하였다. 이 공관은 오른쪽에 있는 종탑과 왼쪽에 있는 객실로 구성되어 있다. 객실 앞쪽에는 장미정원이 놓여 있고, 대문 앞 사원의 앞 비탈에는 15,000m3의 용량의 인공호수가 있다.
본당에 있는 동상은 부처가 연꽃 위에 앉아 있으며, 각각 반투스러이와 포히엔 보살 옆에 측면과 측면이 있으며 그들의 지혜와 헌신으로 유명하다. 음력 달과 초승달 전날에 인접한 홀은 14일과 29일에 사용된다. 대승원은 평신도를 포함한 명상 학생들과의 명상에 관한 토론시간을 가진다.
이 절의 목적 중 하나는 1225년부터 1400년까지 베트남을 지배했던 쩐 왕조 때의 선불교의 정신을 재현하는 것이다. 이곳에서 행해지는 전통은 황제 트란 안퉁이 승려가 되기 위해 아들 트란 안퉁에게 왕위를 물려주고 선에 새로운 전통을 세운 것에 의해 시작되었다. 그는 중국에서 베트남으로 건너온 선(禪)의 세 종파, 즉 치니바르어치(Tchi-ni- Va-lưu-chi), 보응온통응(Vo Ngon Thongng)을 새로운 베트남 선(禪) 전통인 쭉럼에 편입시켰다. 이것은 그가 달마를 설명하기 위해 전국을 여행하기 전에 그의 종교 생활을 시작하기 위해 옌뜨산으로 후퇴하기 전에 왕실 군대를 이끌고 응우옌 몽을 물리친 후에 일어났다.
쭉럼 참선 전통은 교단과 평범한 사람들 모두에게 자신이 어떤 환경에 있든지 간에 불교적 관행을 적용하는 습관을 강조한다.